# 同态
抽象代数中，同态是两个代数结构（例如群、环、或者向量空间）之间的保持结构不变的映射。英文的同态(homomorphism)来自希腊语: (homos)表示"相同"而 (morphe)表示"形态"。注意相似的词根 (homoios)表示"相似"出现在另一个数学概念同胚的英文(homeomorphism)中。

## 非正式表述
因为抽象代数研究带有能产生有意义的集合上的结构或者属性的运算的集合，最有意义的函数就是能够保持这些运算不变的那些。它们被称为同态。
例如，考虑带加法运算的自然数。保持加法不变的函数有如下性质：f(a + b) = f(a) + f(b).例如f(x) = 3x就是这样的一个同态，因为f(a + b) = 3(a + b) = 3a + 3b = f(a) + f(b)。注意这个同态从自然数映射回自然数。
同态不必从集合映射到带相同运算的集合。例如，存在保持运算的从带加法的实数集到带乘法的正实数集。保持运算的函数满足：f(a + b) = f(a) * f(b)，因为加法是第一个集合的运算而乘法是第二个集合的运算。指数定律表明f(x) = ex满足如下条件 : 2 + 3 = 5变为e2 * e3 = e5.
同态的一个特别重要的属性是如果幺元存在，它将被保持，也即，被映射为另一个集合中的幺元。注意第一个例子中f(0) = 0,而零是加法幺元。第二个例子中，f(0) = 1，因为0是加法幺元，而1是乘法幺元。
若考虑集合上的多个运算，则保持所有运算的函数可以视为同态。虽然集合相同，相同的函数可以是群论（只考虑带一个运算的集合）中的同态，而非环论（带两个相关运算的集合）中的同态，因为它可能不保持环论中需要的另外那个运算。

## 形式化定义
同态是从一个代数结构到同类代数结构的映射，它保持所有相关的结构不变；也即，所有诸如幺元、逆元、和二元运算之类的属性不变。
注意：有些作者在更广的意义下使用同态一词，而不仅是在代数中。有些人将它作为任何保持结构的映射的名称（例如拓扑学上的连续函数），或者抽象的一般称为范畴论中的态射的映射。本条目只考虑代数学上的同态。更广义的用法请参看态射条目。
例如，考虑两个有单一二元运算的集合{\displaystyle X}和{\displaystyle Y}(称为原群的代数结构），同态就是映射{\displaystyle \phi :X\rightarrow Y}使得
{\displaystyle \phi (u\cdot v)=\phi (u)\circ \phi (v)}
其中{\displaystyle \cdot }是{\displaystyle X}上的运算而{\displaystyle \circ }是{\displaystyle Y}上的运算。
每类代数结构有它的同态。特定的定义参看：
- 群同态
- 环同态
- 模同态
- 线性算子（向量空间上的同态）
- 代数同态

同态的概念在研究所有代数结构共有的思想的泛代数中可以给一个形式化的定义。这个情况下，同态{\displaystyle \phi :A\rightarrow B}是两个同类代数结构之间的映射，使得
{\displaystyle \phi (f_{A}(x_{1},\ldots ,x_{n}))=f_{B}(\phi (x_{1}),\ldots ,\phi (x_{n}))\,}
对于所有n元运算{\displaystyle f}和所有{\displaystyle A}中的{\displaystyle x_{i}}成立。

## 同态的类型
- 同构（isomorphism）：就是双射的同态。两个对象称为同构的，如果存在相互间的同构映射。同构的对象就其上的结构而言是无法区分的。
- 满同态（epimorphism）：就是满射的同态。
- 单同态（monomorphism）：（有时也称扩张）是单射的同态。
- 双同态（bimorphism）：若f既是满同态也是单同态，则称f为双同态。
- 自同态（endomorphism）：任何同态f : X → X称为X上的一个自同态。
- 自同构（automorphism）：若一个自同态也是同构的，那么称之为自同构。

上面的术语也适用于范畴论。但是范畴论中的定义更微妙一些：细节参看态射条目。
注意在保结构映射的意义下，定义同构为双同态是不够的。必须要求逆也是同类的态射。在代数意义上（至少在泛代数的意义下）这个额外的条件是自动满足的。

各类同态之间的关系。
 H = 同态的集合， M = 单同态的集合， 
P = 满同态的集合， S = 同构的集合， 
N = 自同态的集合， A = 自同构的集合.
 注意: M ∩ P = S, S ∩ N = A, 
(M ∩ N) \ A 并且 (P ∩ N) \ A 只包含无限代数结构到自身的同态.

## 同态的核
任意同态 f : X → Y 都定义了一个 X 上的等价关系 ~ 。 X 中元素 a ~ b 当且仅当 f(a) = f(b)。等价关系被称为 f 的核。这个关系也是 X 上的一个同余关系，因此在其商集 X/~ 上也可以自然地定义一个结构：[x] * [y] =  [x * y]。这时，X 通过同态 f 在 Y 中的像必然同构于 X/~。这就是所谓的同构基本定理之一。注意到在有些情况下（比如说在群结构或环结构时），仅仅一个等价类 K 就可以决定商集的结构，因此这时我们可以将它记作 X/K（一般读作 X 模 K ）。在这种情况下，一般将 K，而不是 ~，称作 f 的核（参见正规子群和理想）。

## 关系结构的同态
模型论中，代数的结构推广到同时涉及运算和关系的结构上。令L为由函数和关系符号组成的标识，而A,B为两个L-结构。则从A到B的同态是映射h：从A的域到B的域，使得
- h(FA(a1,…,an)) = FB(h(a1),…,h(an))对于每个L中的n元函数符号F成立，
- RA(a1,…,an)推出RB(h(a1),…,h(an))对于每个L中的n元关系符号R成立。

在只有一个二元关系的特殊情况，这就是图同态的概念。

## 同态和形式语言理论中的无幺元同态
同态也被用于形式语言的研究中。给定字母表{\displaystyle \Sigma _{1}}和{\displaystyle \Sigma _{2}}，函数h : {\displaystyle \Sigma _{1}^{*}} → {\displaystyle \Sigma _{2}^{*}}使得{\displaystyle h(uv)=h(u)h(v)}对于所有{\displaystyle \Sigma _{1}^{*}}中的u和v成立，则称为{\displaystyle \Sigma _{1}^{*}}上的同态.令e表示空词。若h为{\displaystyle \Sigma _{1}^{*}}上同态，{\displaystyle h(x)\neq e}对于{\displaystyle \Sigma _{1}^{*}}上所有{\displaystyle x\neq e}成立，则h成为无幺元同态（e-free homomorphism）。

## 参看
- 态射
- 图同态
- 连续函数
- 同胚
- 微分同胚
- 同态秘密共享 - 一种简单的分布式投票机制。